# انقلاب فرهنگی ایران

پارچه‌نوشتهٔ «دانشجویان هوادار سازمان پیکار در راه آزادی طبقه کارگر» آویخته بر نرده‌های دانشگاه تهران، در اعتراض به تصفیهٔ دانشجویان و استادان و اسلامی‌سازی دانشگاه‌ها، اردیبهشت ۱۳۵۹.

انقلاب فرهنگی ایران به مجموعه‌ای از رویدادهای مرتبط با فرهنگ ایران، آموزش عالی در ایران و آموزش در ایراندر جمهوری اسلامی ایران (به ویژه سال‌های ۱۳۵۹ تا ۱۳۶۲ خورشیدی) گفته می‌شود که با هدف پاک‌سازی استادان و دانشجویانی که از دید حکومت جمهوری اسلامی ایران، «غرب‌زده» به‌شمار می‌رفتند، صورت پذیرفت. انقلاب فرهنگی هدفش را اسلامی‌سازی دانشگاه‌های مدرن و از بین بردن فاصلهٔ بین دو نظام آموزش عالی مجزای حوزوی و دانشگاهی تعریف کرد.
با پیروزی انقلاب اسلامی دانشگاه‌ها بازگشایی شدند. اما عملاً دانشگاه محل فعالیت‌های سیاسی شده بود. پیش از شروع انقلاب فرهنگی، دانشگاه‌های ایران، از مهم‌ترین کانون‌های اصلی حضور مخالفان علیه نظام جمهوری اسلامی بودند و کنترل آن‌ها از دست حکومت خارج شده‌بود. یک سال پس از انقلاب، دانشگاه‌ها به کانون اصلی اپوزیسیون مخالف جمهوری اسلامی و محلی برای یارگیری تشکیلاتی این گروه‌ها از جمله سازمان چریک‌های فدایی خلق ایران و سازمان مجاهدین خلق تبدیل شده بود. در اواخر فروردین ۱۳۵۹ خورشیدی، شورای انقلاب، با تأیید روح‌الله خمینی، به گروه‌های سیاسی فعال در دانشگاه‌ها، برای تخلیه دفترهای خود در دانشگاه‌ها، مهلتی سه روزه داد که طی این روزها، درگیری و خشونت در دانشگاه‌های مختلف ایران شدت گرفت و چندین نفر کشته و تعداد زیادی نیز مجروح شدند. این رویداد، سرآغاز «انقلاب فرهنگی» محسوب می‌شود که با دستور خمینی تعطیلی دانشگاه‌ها به مدت بیشتر از دو سال و اخراج صدها تن از استادان و هزاران تن از دانشجویان دگراندیش، چپ‌گرا و لیبرال را در پی داشت.
اقدامات انجام شده در دوران انقلاب فرهنگی ایران بخشی از برنامهٔ مبارزه با فرهنگ غرب در ایران محسوب می‌شد و یکی از اهداف انقلاب فرهنگی ایران، وحدت حوزه علمیه قم و دانشگاه ها بود. در طی این دوران محتوای بسیاری از کتاب‌های درسی و علمی طبق دیدگاه موجود شورای انقلاب فرهنگی، مورد بازبینی قرارگرفت. به شیوه‌های مختلف، دیدگاه‌های موسوم به چپ و لیبرال از دانشگاه حذف شد و همچنین تغییراتی با هدف اسلامی‌کردن دانشگاه و اجرای شریعت اسلامی در دانشگاه‌ها اعمال گردید. این سلسله برنامه‌ها، تأثیرات زیادی بر ساختار فرهنگی و علمی ایران به‌همراه داشت؛ چنان‌که تعداد بسیاری از فرهیختگان، ایران را ترک کردند.
هرچند دانشگاه‌های جدیدی در شهرستان‌ها با هدف افزایش دسترسی شهرستانی‌ها به امکانات آموزش عالی تأسیس گردید، اما تحقیق در دانشگاه‌ها در بسیاری از رشته‌ها محدود شد و پس از پایان انقلاب فرهنگی، تعداد مقالات محققان در نشریات علمی معتبر، کاهش قابل ملاحظه‌ای یافت. از زمان انقلاب فرهنگی ایران، سیستمی جدید بر اساس معیارهای جمهوری اسلامی برای گزینش استادان برقرار گردید. از آن زمان، برای استخدام استادان، دو گزینش جداگانه به‌وجود آمد که اولی گزینش علمی و دومی گزینش عقیدتی و سیاسی بود.

## پیشینه

### نظام آموزش عالی ایران
انقلاب فرهنگی ایران، رخدادی معاصر در تاریخچه نظام آموزش عالی ایران می‌باشد. از نزدیک یک قرن پیش از انقلاب فرهنگی، سیستم آموزشی دوگانه‌ای، متشکل از مدارس مذهبی و دانشگاه‌های مدرن به وجود آمده بودند. منشأ تشکیل این سیستم دوگانه آموزش، به قرن نوزدهم میلادی بازمی‌گردد. درحالی‌که زمانی مسلمانان نقش عمده‌ای در پیشرفت و تکمیل علوم و انتقال آن به غرب بازی کرده بودند، در قرن نوزدهم ورق برگشته بود و اروپای مجهز به علم و تکنولوژی، تهدیدی جدی برای ملت‌های مسلمان در حال افول بازی می‌کرد. این چالش نه فقط نظامی، بلکه فکری نیز بود. مدرسه‌های سنتی ایران قادر به تربیت متخصصین نظامی، مهندسان و پزشکانی که نیاز زیادی به آن‌ها وجود داشت، نبودند.

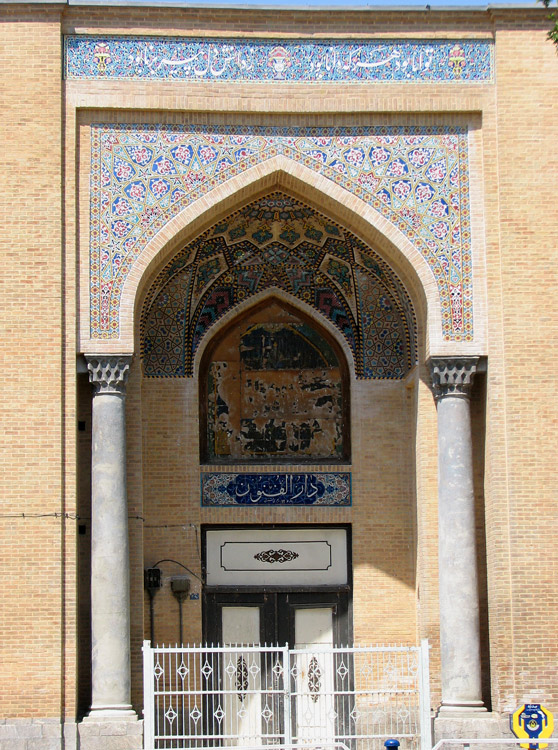
از آنجا که نظام سنتی آموزش در ایران پاسخگوی نیازهای کشور نبود، دارالفنون با هدف مدرن‌سازی ساختار آموزشی در ایران تأسیس شد.

پاسخ ایرانیان به این موضوع، بنیان‌گذاری دارالفنون بود که برای صنعتی‌کردن و مدرن‌سازی ایران تلاش می‌کرد. دارالفنون اما در عین حال، سنگ بنای سیستم آموزش عالی جدیدی به‌شکل مدرن و به موازات مدارس سنتی و مذهبی را در ایران بنا نهاد. علی‌رغم حملات رضاشاه به مدارس مذهبی و تلاش او برای غربی کردن، سکولار کردن، اسلام زدایی جامعه و مدارس مذهبی، همچنان به حیات خود ادامه دادند. پس از انقلاب ایران در سال ۱۳۵۷، انقلاب فرهنگی هدفش را اسلامی‌سازی دانشگاه‌های مدرن و از بین بردن فاصلهٔ بین دو نظام آموزش عالی مجزا قرار داد.

### نظر خمینی درخصوص اسلامی کردن دانشگاه‌ها
در اول دی‌ماه سال ۱۳۴۰ علی امینی، نخست‌وزیر وقت در قم به دیدار روح‌الله خمینی رفت. خمینی در این دیدار از دولت چهار درخواست اصلی داشت که اولین آنها اسلامی کردن دانشگاه‌ها و تصفیه آن از استادان و متون درسی «غیراخلاقی و غیر دینی» بود. در بخش‌هایی از این مذاکره چنین آمده است: «حالا شما به عنوان مسئول دولت آمده‌اید از حوزه و از روحانیت نظر می‌خواهید راجع به اوضاع کشور! من چند مسئله می‌گویم و جداً می‌خواهم که به آنها عمل شود: اول مسئله دانشگاه‌هاست. من نمی‌دانم چه ارتباطی بین بی‌دینی و خلاف اخلاق با دانشگاه‌ها وجود دارد؟ چه ارتباطی بین این دو مسئله هست؟ آنها که دانشگاه می‌روند و از دانشگاه‌ها فارغ‌التحصیل می‌شوند، واقعاً از نظر اخلاقی و دینی بسیار ضعیف هستند. واقعاً ضد اخلاق و ضد دین مطرح می‌شوند. چه ارتباطی بین این مسئله هست، من هنوز پی‌نبردم. ببینید این وضعیت از اساتید اینها هست؟ از محیط دانشگاه است؟ از وضعیت دولت است؟ بالاخره از هر منشأ هست جلوگیری کنید. این دانشگاه شوخی نیست. اگر کتاب‌هایشان بدآموزی دارد، اگر معلمین آنها بدآموزی دارند، اگر محیط دانشگاه اینطوری است، باید به این جوان‌ها رسید. اینها سازندگان آینده کشور ما هستند.»

### ایران در آستانه انقلاب فرهنگی
نابرابری‌های اقتصادی و اجتماعی، به همراه فساد موجود در بین طبقه حاکم و محدودیت‌های سیاسی، از جمله عواملی بودند که منجر به انقلاب ایران و تغییر حکومت در سال ۱۳۵۷ شدند. در این بین، دانشجویان با اعتراضات خود در داخل و خارج دانشگاه نقش مهمی در پیروزی انقلاب ایفا کردند و دانشگاه‌ها، صحنه تظاهرات و ناآرامی‌های سازماندهی شده دانشجویی ضد نظام سلطنتی بودند. در عوض، دولت امتحانات را لغو نمود و مانع فارغ‌التحصیلی دانشجویان گردید. دانشگاه‌ها عملاً در یکسال منتهی به پایان حکومت سلطنتی بسته بودند. پس از وقوع انقلاب، طیف‌هایی از روحانیون اقدام به حذف چپ‌گرایان، ملی‌گراها و روشنفکران - که در پیروزی انقلاب نقش داشته و متحد پیشین آن‌ها بودند- از تمامی عرصه های قدرت نمودند و آزادی‌هایی که در ماه‌های اول انقلاب وجود داشت به تدریج محدود شد.

به گفته دیوید منشاری آزادی بیانی که نسبت به دوران پیش از انقلاب در ماه‌های اوایل انقلاب وجود داشت بیشتر از آنکه مرهون سیاستی رسمی باشد به‌خاطر ضعف حکومت مرکزی در روزهای اول انقلاب بود.
به‌گفتهٔ میترا فلاحی، شروع جنگ بین ایران و عراق، تحمل مخالفان داخلی و تنش‌های درونی را بر رژیم ایران سخت می‌کرد. فشار جنگ حکومت ایران را نیازمند پایداری در درون مملکت می‌کرد؛ و حضور مخالفان حکومتی عملاً پیاده‌سازی فلسفه اسلامی مورد نظر حکومت را در آن شرایط مشکل می‌ساخت.

### دانشگاه‌ها در آستانه انقلاب فرهنگی
پیش از شروع انقلاب فرهنگی در سیستم آموزش عالی ایران ۲۶ دانشگاه، ۵۰ دانشسرا و ۱۶۸ مؤسسهٔ دیگر آموزشی وجود داشت. در این مؤسسات آموزش عالی که به صورت دولتی و خصوصی اداره می‌شدند، در مجموع حدود ۱۸۰٬۰۰۰ دانشجو مشغول به تحصیل بودند.
با پیروزی انقلاب دانشگاه‌ها بازگشایی شدند. اما عملاً دانشگاه محل فعالیت‌های سیاسی شده بود. گروه‌های مختلف دانشجویی با گرایش‌های مذهبی، مارکسیستی و غیره در دانشگاه‌ها فعال بودند و این گروه‌های دانشجویی، هرکدام دفاتر و اتاق‌های دانشگاهی را تسخیر کرده و در اختیار تشکل‌های دانشجویی وابسته به خود قرار داده بودند. در چنین شرایطی دانشگاه‌ها از کنترل خارج شده‌بود. یک سال پس از انقلاب، دانشگاه‌ها به کانون اصلی اپوزیسیون مخالف جمهوری اسلامی و محلی برای یارگیری تشکیلاتی این گروه‌ها از جمله سازمان چریک‌های فدایی خلق ایران و سازمان مجاهدین خلق که در اکثریت بودند، تبدیل شده بود بنابراین بیرون راندن گروه‌ها از دانشگاه به منزلهٔ قطع شریان حیاتی اپوزیسیون و در عین حال زمینه برای حذف موانع موجود به منظور تصفیه استادانی که حکومت ایران آن‌ها را به غرب زدگی متهم می‌کرد، به‌شمار می‌رفت.

## آغاز انقلاب فرهنگی و ناآرامی در دانشگاه‌ها

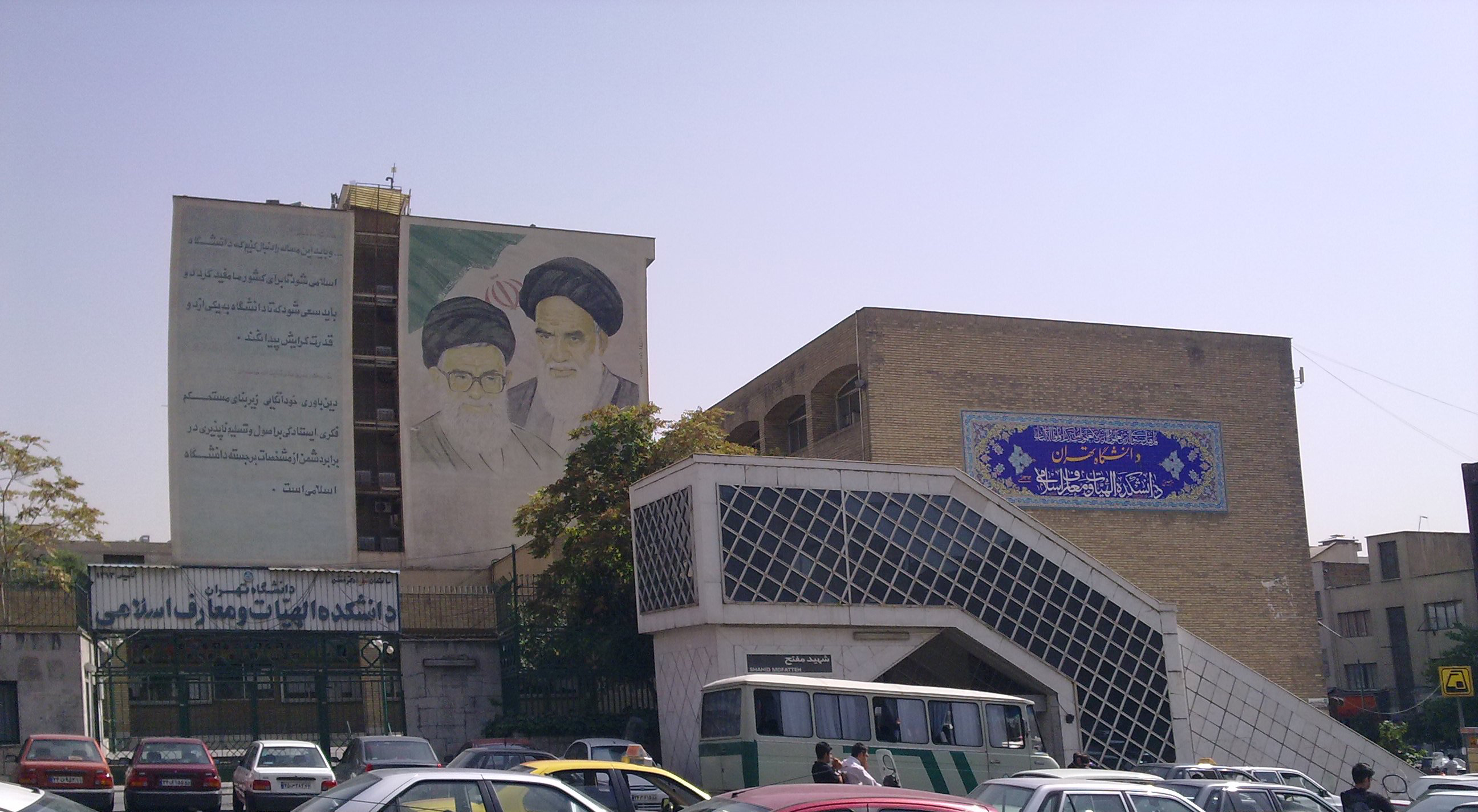
دانشکده الهیات و معارف اسلامی دانشگاه تهران

پس از اشغال سفارت آمریکا در تهران، روح‌الله خمینی، رهبر جمهوری اسلامی در پیام نوروزی خود، در فروردین۵۹ بر تصفیهٔ دانشگاه‌ها تأکید کرده و گفت: «باید انقلاب اسلامی در تمام دانشگاه‌های سراسر ایران به وجود آید. تا اساتیدی که در ارتباط با شرق یا غرب‌اند تصفیه گردند و دانشگاه محیط سالمی شود برای تدریس علوم عالی اسلامی.» او در این فرمان و همچنین سخنان بعدی خود به ضرورت ایجاد «انقلاب اساسی در دانشگاه‌های سراسر کشور»، «تصفیه استادان مرتبط با شرق و غرب»، «تبدیل دانشگاه به محیطی سالم برای تدوین علوم عالی اسلامی» و «عدم وابستگی آن به احزاب، کمونیسم و مارکسیسم» اشاره نمود.
چند روز بعد، رئیس وقت شهربانی در بخشنامه‌ای از مسؤولان دانشگاه‌ها خواست که از صدور مجوز برگزاری مراسم برای احزاب سیاسی در دانشگاه‌ها خودداری نمایند. پیام خمینی تظاهراتی را در دانشگاه‌ها علیه تشکل‌های دانشجویی مخالف جریان حاکم به همراه داشت. اولین حرکت مهم در ۲۱ فروردین ۱۳۵۹ در دانشگاه تبریز انجام شد و با تصرف تمامی اتاق‌های تشکل‌های مزبور به پایان رسید. کمی قبل از پیام نوروزی روح‌الله خمینی، در ۸ اسفند۱۳۵۸ مصطفی میرسلیم، معاون سیاسی سرپرست وزارت کشور طی نامه‌ای از وزیر علوم درخواست کرد تا رؤسای دانشگاه‌ها «از اجازه دادن به گروه‌های سیاسی به هر عنوان برای برگزاری مراسم سخنرانی و تبلیغات سیاسی خودداری کنند.» البته بدیهی بود که وزیر علوم به تنهایی قادر به انجام چنین کاری در فضای آن زمان دانشگاه نبود.
در ۲۶ فروردین ۱۳۵۹، برنامه پرسش و پاسخ هاشمی رفسنجانی با دانشجویان دانشگاه تبریز به تشنج کشیده شد و دانشجویان مسلمان پیرو خط امام با اشغال ساختمان مرکزی دانشگاه، اعلام کردند تا زمانی که پاکسازی دانشجویان، استادان و کارکنان دانشگاه به مرحله اجرا گذاشته نشود، ساختمان مرکزی را ترک نمی‌کنند. در پی این حادثه، تعدادی از دانشگاه‌های دیگر کشور نیز به‌طرز مشابهی به تصرف گروه‌های دانشجویی درآمد. اما اوج تحولات در تهران در دانشگاه‌هایی چون علم و صنعت و تربیت معلم و نه دانشگاه‌های بزرگی چون دانشگاه تهران و دانشگاه صنعتی شریف رخ داد.
در ۲۹ فروردین همان سال خمینی طی سخرانی شدیداللحنی بیان نمود که ما از محاصرهٔ اقتصادی و تجاوز نظامی نمی‌هراسیم. ما از دانشگاه‌های غربی و آموزش جوانان ما در جهت منافع شرق و غرب است می‌هراسیم. در این روز شورای انقلاب در پی دیدار با خمینی مهلتی سه روزه به گروه‌ها و احزاب سیاسی برای تعطیلی دفاتر خود در دانشگاه‌های سراسر کشور داد. در پی اطلاعیه شورای انقلاب، در این روز درگیری‌های گسترده‌ای میان انجمن‌های اسلامی و دیگر گروه‌های سیاسی در مراکز آموزش عالی در تهران، شیراز، مشهد، بابلسر، کرج و جهرم رخ داد و در تهران خشونت بارترین درگیریها در دانشگاه تربیت معلم روی داد که اعضای انجمن اسلامی پس از ساعت‌ها درگیری موفق شدند به کمک نمازگزاران نماز جمعه دانشگاه را تحت کنترل خود درآورند.
پس از دو روز درگیری‌های خشونت‌آمیز در دانشگاه‌ها که منجر به مجروح شدن ۳۰۰ نفر در دانشگاه شیراز و ۳۵۶ نفر در دانشگاه مشهد شد، در ۳۱ فروردین ماه سازمان چریک‌های فدایی خلق ایران اطلاعیه‌ای منتشر کرد و تهاجم به دانشگاه‌ها را «تلاش مذبوحانه طبقه سرمایه‌دار ایران برای جلوگیری از آگاهی روزافزون زحمتکشان و سرکوب مبارزات ضد امپریالیستی آنان» خواند و این تهاجم را به رئیس‌جمهور وقت و گروهی که آن‌ها را «اوباشان و قمه کشانی که توسط شورای انقلاب و حزب جمهوری اسلامی رهبری می‌شوند» می‌نامید، نسبت داد. این سازمان همچنین دیگر نیروهای چپ‌گرا و ترقی‌خواه را به اتحاد عمل و پایداری فراخواند.
با این حال سازمان مجاهدین خلق ایران ضمن محکومیت حمله به دانشگاه‌ها با اتخاذ موضع محتاطانه‌ای وجود هرگونه ستاد یا مرکز فعالیت سیاسی برای اعضای خود در دانشگاه‌ها و مدارس عالی کشور را رد نمود، گرچه به‌نظر می‌رسید که «انجمن‌های دانشجویان مسلمان دانشگاه‌ها و مدارس عالی» شعبه این سازمان در دانشگاه‌ها باشند.
در روز اول اردیبهشت که پایان مهلت شورای انقلاب بود، خشونت‌ها به ویژه در دانشگاه تهران به اوج رسید و پس از آن که به گزارش روزنامه کیهان، ۳۴۹ نفر زخمی و ۳ تن کشته شدند، دانشجویان پیشگام وابسته به سازمان چریک‌های فدایی خلق به عنوان بزرگ‌ترین گروه مقاومت‌کننده، تخلیهٔ دفتر خود در دانشگاه تهران را پذیرفتند. در همین روز آیت الله خمینی در سخنرانی در میان دانشجویان عضو انجمن اسلامی دانشگاه‌ها در مورد اصلاح دانشگاه‌ها گفت: «ما می‌گوییم که دانشگاه ما مبدل شده است به یک میدان جنگ تبلیغاتی. ما می‌گوییم که جوانهای ما اگر علم هم پیدا کردند تربیت ندارند. مربّی به تربیت اسلامی نیستند. آنهایی که تحصیل می‌کنند، برای این است که یک ورقه‌ای به دست بیاورند و بروند و سربار ملت بشوند.»
تعدادی از دفاتر سیاسی احزاب در برخی از دانشگاه‌ها تعطیل شد و در بسیاری از دانشگاه‌های دیگر نیز بین نیروهای مختلف درگیری‌هایی پدید آمد. ابوالحسن بنی‌صدر رئیس‌جمهور و رئیس شورای انقلاب که آن هنگام از حامیان اصلی انقلاب فرهنگی بود و نیروهای چپ، اصلی‌ترین منتقدان وی محسوب می‌شدند، صبح روز دوم اردیبهشت همراه با انبوهی از مردم تهران به دانشگاه تهران رفت و با سخنرانی خود مصوبه شورای انقلاب را ابلاغ نموده و بر ضرورت انقلاب فرهنگی تأکید کرد. نهایتاً طبق آمار رسمی، تعداد کشته‌های درگیری‌های این چند روز در شهرهای مختلف ۳۸ تن و تعداد زخمی‌شدگان ۲۰۰ تن اعلام شد. همچنین شورای انقلاب، روز ۱۵ خرداد را به عنوان پایان نیمسال دوم تحصیلی اعلام نمود. پس از تعطیلی دانشگاه‌ها در این روز، فرصتی ایجاد شد تا تغییرات لازم در دانشگاه‌ها انجام شود. مدتی بعد نیز تخلیه خوابگاه‌های دانشجویی آغاز شد که با بروز درگیری‌هایی همراه بود.

### واکنش‌ها به انقلاب فرهنگی و ادامهٔ درگیری‌ها
در روز دوشنبه ۳۱ فروردین ۱۳۶۰ در نخستین سالگرد وقوع انقلاب فرهنگی تظاهراتی با فراخوان «دانشجویان و دانش آموزان سازمان پیکار در راه آزادی طبقه کارگر» که به اختصار (دال دال پیکار) نامیده می‌شد برگزار شد. این تظاهرات با پرتاب نارنجک‌های مملو از ساچمه به خشونت کشیده شد و طی آن دست‌کم سه تن به نام‌های آذر مهرعلیان ۱۷ ساله، مژگان رضوانیان ۱۶ ساله و ایرج ترابی ۲۲ ساله بر اثر پرتاب نارنجک کشته شدند. همچنین گفته می‌شود که دست‌کم ۱۹۰ نفر نیز زخمی شدند که بسیاری از آنان برای همیشه با ساچمه‌های به جامانده در بدن‌شان زندگی می‌کنند.

## مدیریت انقلاب فرهنگی
در آن زمان از انقلاب فرهنگی به عنوان انقلاب سوم یاد می‌شد. ریشه این نوع نامگذاری و انقلاب نامیدن این گونه اقدامات را می‌توان اقدام مشابه محمدرضا شاه دانست که اصلاحات اقتصادی و اجتماعی خود در سال ۱۳۴۱ را انقلاب سفید نامیده بود. برخلاف انقلاب فرهنگی چین که مورد مشابه انقلاب فرهنگی ایران بود. انقلاب فرهنگی ایران به صورت کاملاً متمرکزی انجام گرفت؛ یعنی هرچند توده مردم در جاهایی مشارکت داشتند و کمک نمودند؛ ولی در مجموع به‌صورتی کاملاً متمرکز و از بالا هدایت گردید و تمام برنامه‌ریزی‌ها، سیاست‌ها به‌صورتی کاملاً فرموله شده صورت پذیرفت.
در راستای مدیریت انقلاب فرهنگی در ۲۳ خرداد ۱۳۵۹ ستاد انقلاب فرهنگی تشکیل شد. روح‌الله خمینی در فرمان خود وظایف این شورا را چنین تعیین نمود:
- تربیت استاد و گزینش افراد شایسته برای تدریس در دانشگاه‌ها.
- گزینش دانشجو
- اسلامی‌کردن جو دانشگاهها و تغییر برنامه‌های آموزشی دانشگاه‌ها، به صورتی که محصول کار آن‌ها در خدمت مردم قرار گیرد.

طبق فرمانی به این افراد مأموریت داد تا (بخشی از پیام روح‌الله خمینی):

ستادی تشکیل دهند و از افراد صاحب نظر متعهد، از بین استادان مسلمان و کارکنان متعهد با ایمان و دیگر قشرهای تحصیل کرده، متعهد و مؤمن به جمهوری اسلامی دعوت نمایند تا شورایی تشکیل دهند و برای برنامه‌ریزی رشت‌های مختلف و خط مشی فرهنگی آینده دانشگاه‌ها، براساس فرهنگ اسلامی و انتخاب و آماده‌سازی استادان شایسته، متعهد و آگاه و دیگر امور مربوط به انقلاب آموزشی اسلامی اقدام نمایند.
این ستاد بعدها با تصویب لایحه‌ای که دولت وقت به مجلس شورای اسلامی ارائه کرده بود و با فرمان آیت‌الله خمینی در تاریخ ۱۹ آذر ۱۳۶۳ به شورای عالی انقلاب فرهنگی مبدل گردید.

### مدیریت دانشگاه در طول انقلاب فرهنگی
در جریان انقلاب فرهنگی مؤسسه وابسته به ستاد انقلاب فرهنگی، جهاد دانشگاهی، شورایی سه نفره را برای هر دانشگاه تعیین نمودند. این شوراهای سه نفره از یک استاد، یک نماینده از دانشجویان و یک نماینده از دانشگاه تشکیل شده‌بود. این شوراها وظیفه یافته بودند تا اقدام‌های لازم برای تبدیل دانشگاه از یک دانشگاهی غیر اسلامی به دانشگاهی اسلامی انجام دهند. در عمل این شوراها هماهنگی لازم با بدنه دانشگاه‌ها شامل مدیریت دانشگاه، معاونین و غیره را نداشت و کشمکش‌ها و برخوردهای بسیاری به وجود آمد بگونه‌ای که وزیر فرهنگ و آموزش عالی طی مصاحبه‌ای به این مسئله اشاره نمود. برای حل این مشکل شورایی هفت نفره تحت نام شورای مدیریت دانشگاه در هر دانشگاه تأسیس گردید. این شورا از هفت عضو تشکیل یافته بود. چهار نفر از هیئت علمی دانشگاه که می‌بایست از استادان متعهد (اسلامی) انتخاب می‌شد، سه نفر از دانشجویان مؤمن و متعهد (اسلامی) و یک عضو به همین ترتیب از میان کارمندانِ دانشگاه. دبیر این شورا از میان استادان انتخاب می‌شد که ریاست دانشگاه را نیز به عهده داشت. این شخص توسط وزیر آموزش عالی تعیین می‌شد.

## اقدامات انجام‌شده در انقلاب فرهنگی

### بازبینی محتوای کتاب‌های درسی
مدافعان انقلاب فرهنگی معتقد بودند که رشته‌های علوم انسانی از فرهنگ غربی تأثیر پذیرفته‌اند و برای پاکسازی و اسلامی‌سازی آن موضوع‌های مورد بحث در این رشته‌ها و ابزارها و روش‌های تحقیقی این رشته‌ها باید اصلاح شود. به عقیده طرفداران انقلاب فرهنگی، رشته‌های علوم انسانی در شکل «پاکسازی نشده» آن از مصادیق تهاجم فرهنگی بود. رابطه ایران و غرب موضوع داغی در ایران و هم در غرب بوده و گاه تحت عنوان «تهاجم فرهنگی»، «برخورد تمدن‌ها» یا گفتگوی تمدن‌ها مورد بحث قرار می‌گیرد.
شورای انقلاب فرهنگی مأمور شد تا بر اعمال ارزش‌های اسلامی بر نظام آموزشی کشور نظارت نماید. شورای انقلاب فرهنگی دروس دانشگاهی را به پنج گروه تقسیم نمودند: علوم انسانی (شامل علوم اجتماعی)، کشاورزی، مهندسی و تکنولوژی، پزشکی و علوم پایه. بازبینی هر گروه این کتاب‌ها زیر نظر یک گروه تخصصی اداره می‌شد. زیر مجموعه‌های شورای انقلاب فرهنگی (به‌ویژه سازمان سمت) که به تدوین و بازبینی کتب درسی دانشگاهی می‌پرداخت و عمدتاً توسط روحانیون اداره می‌شد توانست تا سال ۱۳۶۴ حدود ۳۰۰۰ عنوان کتاب که در آن دیدگاه‌های اسلامی اعمال شده بود، تدوین نماید. البته نقش روحانیون در کتاب‌های علوم انسانی پررنگتر بود تا کتاب‌هایی در زمینه پزشکی و علوم‌پایه که روحانیان دانش کمتری در آن‌ها داشتند. اگر چه تمامی کتب دچار تغییرات گردیدند.
کتاب‌های علوم انسانی، اجتماعی و علوم دینی به‌طور ویژه‌ای با هدف زدودن آثار نظام سلطنتی و تفکرات غربی و استعماری مورد بازبینی قرار گرفت. کتاب‌های علوم انسانی به‌طور ویژه‌ای مورد بازبینی قرار گرفت زیرا آنان را محصولات وارداتی غرب می‌دانستند که «حامل ارزشهای غربی است». در این میان رشته‌هایی مانند اقتصاد و حقوق دچار تغییرات بنیادی شدند؛ مثلاً در اقتصاد تئوری‌های معمول اقتصاد مانند عرضه و تقاضا با موادی تحت عنوان اقتصاد اسلامی جایگزین گردیدند و کتب حقوق با توجه به شریعت اسلامی بازنویسی شدند. این دوران چهره‌های سلطنتی و قهرمانان و شخصیت‌های سکولار از کتاب‌ها حذف گردیدند و با قهرمانان مورد قبول نظام مانند شیخ فضل‌الله نوری، سید حسن مدرس و میرزا کوچک‌خان جایگزین شدند.

### حذف تفکرات چپگرا
علی قیصری و ولی نصر می‌نویسند که پس از استعفای مهدی بازرگان عملاً دوران دمکراسی در ایران به پایان رسید. طرفداران دمکراسی دو طیف منتقد داشتند؛ یکی تفکرات چپ که عمدتاً آنان را لیبرال و بورژوا می‌دانستند و بنیادگرایان که طرفداران دمکراسی و اسلامیون میانه‌رو را غرب‌زده می‌دانستند. چپ‌ها می‌انگاشتند که با رفتن بازرگان که او را آمریکایی می‌پنداشتند، این گروه از معادلات سیاسی حذف خواهد شد و چپ‌ها می‌توانند در بدست‌گیری قدرت با بنیادگرایان رقابت کنند. اما عملاً این یک اشتباه محاسباتی بود زیرا طرفداران خمینی شروع به چپ‌زدایی کردند. بازپس‌گیری سِمَت‌ها و کرسی‌های موجود در دست چپ‌ها، حمله به تجمعات و دستگیری اعضای این جنبش‌ها و حمله به دفاتر آنان، پاره‌ای اقدامات برای از بین بردن قدرت مانور چپ‌ها در ایران بود. انقلاب فرهنگی و حمله به دانشگاه‌ها مثال بارز این چپ‌زدایی بود؛ که به دستگیری و اخراج استادان و دانشجویان چپ در خرداد ۱۳۶۱ انجامید و عملاً دانشگاه تهران به دست نمازگزاران نماز جمعه افتاد و در اختیار بنیادگرایان قرار گرفت.

### اخراج دانشجویان و استادان بهائی از دانشگاه
بعد از انقلاب فرهنگی تمام دانشجویان و استادان بهائی از دانشگاه‌های کشور اخراج شدند و از آن پس از پذیرش دانشجویان و استخدام استادان بهائی جلوگیری به عمل آمد. طبق دستورالعمل محرمانه شورای عالی انقلاب فرهنگی برای مقابله با بهائیان «برخورد نظام با آنان باید طوری باشد که راه ترقی و توسعه آنان مسدود شود» و همچنین «در دانشگاه‌ها چه در ورود و چه در حین تحصیل چنانچه احراز شد بهائی‌اند از دانشگاه محروم شوند». اگرچه این مصوبه محرمانه است ولی در سال ۱۳۹۷ دیوان عدالت اداری با اشاره به این مصوبه رأی به وارد نبودن شکایت دانشجوی اخراجی بهائی داد و اظهار داشت که «شهروندان بهایی علاوه بر محرومیت از اشتغال در اماکن دولتی از حق تحصیل در ایران نیز محروم هستند».

### شریعت اسلامی و جنسیت
در طول دوران انقلاب فرهنگی پاره‌ای اقدامات توسط وزارت آموزش و پرورش و وزارت فرهنگ و آموزش عالی جهت اسلامی‌کردن مسایل جنسی در موسسات آموزش عالی اعمال گردید. جدا کردن جنسیتی مدارسی که هنوز مختلط بودند. اجباری کردن پوشش اسلامی در مدارس و دانشگاه‌ها، ممنوع کردن تحصیل بانوان در بعضی رشته‌ها و بازبینی کتاب‌های درسی و زدودن عکس‌های زنان بی‌حجاب از این کتاب‌ها در طول این سال‌ها اعمال گردید. در سال ۱۳۶۴ شورای عالی انقلاب فرهنگی محدودیت‌هایی بر سر تحصیل زنان در رشته‌های مهندسی، علوم، فناوری، و کشاورزی وضع نمود. اما بر اثر مقاومتها و رایزنی‌های صورت گرفته از طریق شورای سیاست‌گذاری و شورای سیاست‌گذاری و هماهنگی در مسائل فرهنگی و اجتماعی زنان (تأسیس در سال ۱۳۶۸) شورای عالی را مجبور نمود تا تمام این موانع در پذیرش زنان را تا سال ۱۳۷۰ بردارد. در اثر انقلاب فرهنگی رادیو و تلویزیون ایران در برنامه‌های خود تغییر رویه داده و از آن به بعد تنها برنامه‌های مذهبی و برنامه‌های مورد تأیید نظام جمهوری اسلامی ایران پخش می‌کردند.

### گزینشاستادان و دانشجویان
تعداد زیادی از استادان دانشگاه و معلمان لیبرال یا دارای عقاید رادیکال شامل تعداد زیادی از استادان و معلمان زن اخراج یا به اجبار بازنشسته شدند. همچنین اخراج اساتیدی که دارای گرایش‌هایی به نظام سلطنتی بودند، محرومیت دانشجویان و محکوم کردن علنی بسیاری از فرهیختگان علمی و فرهنگی ایران و نیز تعطیلی دانشگاه‌ها به مدت ۳ سال از تبعات آن به‌شمار می‌رود. از زمان انقلاب فرهنگی سیستمی برای گزینش استادان برقرار شد. از آن زمان برای استخدام استادان دو گزینش جداگانه به وجود آمد. اولین گزینش، گزینشی علمی و دیگری گزینش عقیدتی و سیاسی بود. بر اساس آمار وزارت فرهنگ و آموزش عالی، در طی انقلاب فرهنگی حدود هشت هزار نفر از استادان دانشگاه‌ها که تقریباً نیمی از کل استادان دانشگاه در ایران می‌بودند از دانشگاه‌ها کنار گذاشته شدند.

### بازگشایی دانشگاه‌ها
بازطراحی نظام آموزش عالی بیش از زمانی که مورد انتظار بود طول کشید. این مسئله و بسته بودن دانشگاه‌ها برای مدت طولانی وضع ناامیدکننده‌ای برای استادان دانشگاه، کارکنان و دانشجویان و از همه بدتر خیل عظیمی از فارغ‌التحصیلان مدارس که راهی برای ادامه تحصیل در پیش نداشتند، به وجود آورد. این مسئله به همراه شرایط بحرانی زمان جنگ کشور را با مشکلات بزرگی مواجه کرده بود. با در نظر گرفتن این مسایل نظام کم‌کم شروع به بازگشایی دانشگاه‌ها نمود. در بهار ۱۳۶۱ ابتدا دانشجویانی که کمتر از ۲۵ واحد درسی برای فارغ‌التحصیلی در پیش داشتند به دانشگاه‌ها فراخوانده شدند و سپس دانشجویان پزشکی به دانشگاه‌ها برگشتند.
۲۷ آذرماه ۱۳۶۱، دانشگاه‌ها و موسسات آموزش عالی کشور پس از ۳۰ ماه تعطیلی مجدداً بازگشایی شد. این روز در تقویم جمهوری اسلامی ایران، روز وحدت حوزه و دانشگاه نام گرفته است. با اینحال پس از بازگشایی دانشگاه‌ها، سوابق سیاسی و عقیدتی داوطلبان ورود به دانشگاه‌ها توسط «کمیته‌های گزینش» مورد ارزیابی قرار می‌گرفت و به بسیاری از دانشجویان دارای عقاید سیاسی خاص و آن‌هایی که صلاحیت عقیدتی آن‌ها به تأیید نظام نرسیده‌بود اجازه ثبت‌نام مجدد نیافتند.

### تأسیس دانشگاه‌ها و نهادهای جدید
به گفتهٔ احمد اشرف در دانشنامهٔ ایرانیکا، از جمله پیامدهای اصلی انقلاب فرهنگی تأسیس دانشگاه‌های جدید در شهرستان‌ها بوده است. این کار با هدف افزایش دسترسی شهرستانی‌ها به امکانات آموزشی دانشگاهی انجام شد. دانشگاه تربیت مدرس جهت آموزش مدرسان دانشگاه‌ها و تربیت اعضای هیئت علمی دانشگاه‌ها تأسیس شد. همچنین جدای از ساختار دانشگاهی، مدارس پزشکی‌ای برای تربیت امدادیاران تحت نظارت وزارت بهداشت، درمان و آموزش پزشکی راه‌اندازی شد. اما مهم‌ترین تغییرات، تأسیس دانشگاه آزاد اسلامی با شعبه‌هایی در سرتاسر ایران می‌باشد. دانشگاه آزاد اسلامی دانشگاهی خصوصی بوده که در ازای دریافت شهریه بالایی همه متقاضیان را می‌پذیرد. به جهت خروج بسیاری از متخصصین از ایران و کمبود استاد در سطح دانشگاه‌ها دوره‌های کارشناسی ارشد و دکترا به‌خصوص در دانشگاه‌های فنی تأسیس شدند. همچنین نهادهایی مانند جهاد دانشگاهی و انجمن‌های اسلامی تأسیس شدند تا فعالیت‌های دانشجویی را تحت کنترل داشته باشد و آن را تحت مرزها و خطوط مورد تأیید نظام نگه‌دارد. این دو نهاد وظیفه اسلامی‌کردن دانشگاه‌ها و سازمان‌دهی برنامه‌های فوق برنامه در دانشگاه‌ها مانند سخنرانی‌ها، جلسات سیاسی، کنفرانس‌ها و نمایشگاه‌های کتاب را بر عهده داشتند. همچنین این نهادها برعملکرد استادان و دانشگاه‌ها نظارت داشتند.

### انقلاب فرهنگی و پژوهش
در دوران بسته بودن دانشگاه‌ها از استادان دانشگاه خواسته شد که به ترجمه کتاب‌های دانشگاهی بپردازند. همچنین بعضی استادان این فرصت را یافتند تا از امکانات پژوهشی مؤسسه «جهاد دانشگاهی» استفاده نمایند. با این وجود در طی انقلاب فرهنگی بسیاری از کارهای تحقیقی به حال تعلیق درآمد. در طی سال‌های تعطیلی دانشگاه (۲ سال برای رشته پزشکی و ۳ سال برای بقیه رشته‌ها) و سال‌های بعد بسیاری از محققان کشور را ترک نمودند. محققینی نیز که ماندند در بسیاری از اوقات در معرض اتهام بی میلی به انقلاب یا حتی ضدانقلابی بودن قرار داشتند. در طی سال‌های اول انقلاب بسیاری از رشته‌های تحقیقی و علوم بی‌مصرف یا حتی مانند علوم اجتماعی ضداسلامی شناخته می‌شدند. بسیاری از محققان و استادان دانشگاه در ایران پس از انقلاب فرهنگی به کار خود برنگشتند و به کار در بخش خصوصی یا مشاوره پرداختند. در طول سال‌های اول بعد از انقلاب فرهنگی اکثر محققان تنها مجبور به تدریس در دانشگاه‌ها شدند و شاید تنها محل امن موجود برای محققان در آن سال‌ها، مرکز فیزیک اتمی بود. آمارها نشان می‌دهد که تعداد مقالات چاپ شده ایران در ژورنال‌های معتبر خارجی از ۴۵۰ عدد در سال ۱۳۵۷ به حداکثر ۱۲۰ عدد در سال ۱۳۶۴ کاهش یافت.
سیاست‌های جدید مبنی بر تأسیس دانشگاه‌ها و رشته‌های جدید، تقاضای شدیدی برای تعداد بیشتری از مدرسان دانشگاهی به وجود آورد. همزمان، با توجه به کاهش شدید تعداد استادان دانشگاه بر اثر تصفیه‌های دوران انقلاب فرهنگی و مهاجرت بسیاری از استادان دانشگاه به خارج از کشور، کمبود شدید استاد دانشگاهی را در دانشگاه‌ها به وجود آورد. جهاد دانشگاهی در سال ۱۳۷۱ اعلام نمود که ایران با کمبود ۹۰۰۰ استاد دانشگاه مواجه است. این کمبود مدرس، استادان دانشگاه را به تدریس هم‌زمان در چندین دانشگاه و کار در دانشگاه‌های شهرهای دورافتاده به‌عنوان استاد پروازی مجبور نمود. کیفیت ارائه درس‌های دانشگاهی افت نمود و و منابع و جزوه‌های آموزشی درسی بروز نشده در دانشگاه تدریس می‌شد. این کمبود استاد سبب شد که استادان درس دادن و کارهای پرسنلی را جایگزین تحقیق و پژوهش نمایند.

## پایان دوران انقلاب فرهنگی: انقلاب فرهنگی ایران در دوره رفسنجانی
پس از پایان جنگ ایران و عراق و دوران ریاست جمهوری علی‌اکبر هاشمی رفسنجانی، به علت نیاز ایران به بازسازی، نیاز شدیدی به نیروی متخصص و بازسازی نهادهای مدیریتی وجود داشت. در این دوران بسیاری از متخصصانی که از کار برکنار شده‌بودند دوباره فراخوانده شدند. بسیاری از تکنوکراتها برای ترمیم نهادهای مدیریت فراخوانده شدند. در این دوران نیاز شدیدی به تربیت متخصص وجود داشت. در دوران رفسنجانی بسیاری از استادان دانشگاه اخراج شده تشویق شدند تا به دانشگاه‌ها بازگردند یا در مؤسسات تحقیقاتی تازه تحقیق مشغول به کار شوند. یکی از این موسسات، مرکز تحقیقات فیزیک و ریاضیات نظری بود که اعتباری در سطح جهانی داشت. در این دوران تأکید بر ایدئولوژی در دانشگاه‌ها کمرنگتر گردید. از دانشجویان خواسته می‌شد که در بدو ثبت نام برگه‌ای را امضا کنند که طی آن قبول می‌نمودند که حق به چالش کشیدن استادان را ندارند و این رسماً گذر از دوران انقلاب فرهنگی بود.

## نظرات پیرامون انقلاب فرهنگی
به گفتهٔ نیکی کدی و یان ریچارد، انقلاب فرهنگی ایران بخشی از برنامه مبارزه با فرهنگ غرب در ایران محسوب می‌شد و یکی از اهداف عملی انقلاب فرهنگی وحدت سیستم دانشگاه با سیستم سنتی حوزه علمیه قم بود. در عمل این فعالیت این نتیجه پیش‌بینی نشده را داشت که بسیاری از روحانیون بااندیشه‌های غرب و فلسفه غربی آشنا گردند. به‌گفتهٔ نیکی کدی و یان ریچارد در اثر انقلاب فرهنگی بسیاری از نخبگان کشور را ترک نمودند و از لحاظ علمی و فناوری، انقلاب فرهنگی باعث به عقب راندن ایران گردید. شیرین هانتر چنین تحلیل می‌کند که به مانند انقلاب فرهنگی چین نظام آموزشی ایران از انقلاب فرهنگی دچار صدمه گردید. هرچند این به دلیل اسلام نبود؛ زیرا ایران در دوران اسلامی شدن و بعد از گرویدن ایرانیان به اسلام «رنسانسی در دانش و ادبیات را تجربه کرد.»
طبق تحقیقی که در دانشگاه مارکت آمریکا در مورد انقلاب فرهنگی ایران صورت گرفته است، نظام آموزشی ایران در پیش از انقلاب رونوشتی از نظام آموزش عالی آمریکا و اروپا و بدون هیچ تلاشی برای بومی‌سازی آن و مطابقت با ارزش‌های دینی و اجتماعی ایران بود. حتی در دوران پهلوی بگونه‌ای سعی می‌شد تا نظام آموزش عالی از میراث اسلامی ایران فاصله بگیرد. در نقطه مقابل، در دوران انقلاب فرهنگی سعی شد تا نظام آموزش عالی را با میراث و بستر دینی و فرهنگی جامعه ایران آشتی دهد. این تحقیق در مورد اینکه چقدر این کار موفقیت‌آمیز بوده است اظهار نظر نمی‌نماید. اما با جمعبندی آرای صاحب‌نظران نقاط قوت و ضعف و نتایج انقلاب فرهنگی را جمعبندی می‌نماید. از دیدگاه این تحقیق نقاط قوت نظام آموزش عالی ایران پس از انقلاب فرهنگی شامل این موارد می‌باشد: پس از انقلاب فرهنگی فعالیت‌های حرفه‌ای نظیر کنفرانس‌ها، سمینارهای علمی افزایش یافت و دولت سیاست‌های تشویقی و کمک‌های مالی برای چنین فعالیت‌هایی در نظر گرفت. فعالیت‌های فوق‌برنامه‌ای نظیر اردوهای فرهنگی، گردشگری، زیارتی و کمپ‌های دانشجویی، در دسترس عمومی قرارگرفتن امکانات ورزشی دانشگاه‌ها و تشویق فعالیت‌هایی نظیر شعر، داستان‌نویسی و خوشنویسی در مدارس و دانشگاه‌ها مورد تشویق و حمایت قرار گرفت. از رسانه‌های جمعی برای پیشبرد برنامه‌های آموزشی و گسترش کمی دانشگاه‌ها و رشته‌های تحصیلی به‌خصوص در شهرهای کوچک و دورافتاده استفاده بیشتری می‌شد. اسلامی‌کردن دانشگاه باعث گردید که خانواده‌های مذهبی و سنتی بیشتر راغب گردند تا دختران خود را به مدارس و دانشگاه‌ها بفرستند. اما انقلاب فرهنگی محدودیت‌هایی برای بانوان به وجود آورد. درهای بعضی دانشگاه‌ها و رشته‌ها، مانند بعضی رشته‌های فنی و مهندسی بر روی بانوان بسته شد. به سبب آنکه در بسیاری اوقات این محدودیت وجود داشت که کلاس‌ها تفکیک جنسی شود و برای بعضی کلاس‌ها حتماً مدرس زن انتخاب شود. این مسئله کمبود مدرس برای کلاس‌های بانوان به وجود آورد. این تحقیق فرار مغزها، پایین آمدن کیفیت آموزش و میزان پژوهش بر اثر کمبود استاد در دانشگاه، کمبود استاد و سرخوردگی‌های روانی دانشجویان را از دیگر مشکلات به وجود آمده می‌داند.
عبدالکریم سروش که خود یکی از اولین اعضای ستاد انقلاب فرهنگی بود، در یک مصاحبه مفصل با ماهنامه آموزشی لوح به سردبیری محمد قائد در سال ۱۳۷۸ به انتقاد از روش و دستاوردهای انقلاب فرهنگی پرداخت: «مفهوم وحدت حوزه و دانشگاه از یک نزاع تاریخی برمی‌خاست که در تمام فرهنگهای دینی ریشه داشت و در فرهنگ دینی ما هم جوانه زد: نزاع میان علم و دین… هیچ درک مشترکی از انقلاب فرهنگی وجود نداشت. ما اعضای هفتگانه یکدیگر را قبلاً ندیده بودیم و نمی‌شناختیم و ننشسته بودیم گفتگو کنیم و فکرهایمان را یک‌کاسه کنیم. پس از تشکیل ستاد هم چنین نکردیم… با همه این گفتگوها، علوم انسانی راه خود را در پیش گرفت زیرا دانشگاه‌ها نمی‌توانستند معطل فتواهای قم یا اصلاحاتی بمانند که مدرسه باقرالعلوم با چندتا طلبه صفر کیلومتر می‌خواست در علوم انسانی بکند…»
صادق زیباکلام استاد علوم سیاسی دانشگاه تهران بر این باور است که انقلاب فرهنگی دو هدف اصلی داشت که گذشت زمان اثبات کرد که هیچ‌کدام از این دو هدف قابل دسترسی نیستند: هدف اول این بود که دانش علمی و فنی را به گونه‌ای طراحی کنند که برآورنده نیازهای کشورهای جهان سومی مانند ایران باشد زیرا اعتقاد آن سال‌ها این بود «یک فارغ‌التحصیل مهندسی دانشگاه ایران می‌تواند در صنایع پیشرفته کشورهایی چون فرانسه و آمریکا بیشتر کارایی داشته باشد تا در ایران… در خصوص حوزه علوم انسانی این اعتقاد وجود داشت که دروسی که در حوزه علوم انسانی در دانشگاه‌های ایران تدریس می‌شود غرب محور هستند و برمبنای فلسفه و جهان بینی سکولاریسم غربی استوار هستند. در یک جامعه اسلامی که ۹۸ درصد آن به شکل گرفتن یک نظام اسلامی رای داده‌اند باید علوم انسانی تدریس شود که به جای نگاه غرب محور نگاه اسلام محور داشته باشد». عدم دستیابی به این اهداف از یک طرف، و هزینه روزافزون بسته شدن دانشگاه‌ها از طرف دیگر، نهایتاً باعث تصمیم شورای انقلاب فرهنگی به بازگشایی دانشگاه‌ها شد.
سهراب بهداد، استاد اقتصاد دانشگاه دنیسون اوهایو در آمریکا معتقد است که انقلاب فرهنگی اساساً حرکتی سیاسی بود که تحت عنوان ظاهری «اسلامی کردن علوم» به انجام رسید. به‌گفتهٔ بهداد، حکومت از طریق انقلاب فرهنگی موفق شد از نظر سیاسی دانشگاه‌ها - که در واقع مرکز مخالفت‌ها علیه نظام ایران بود - را تحت کنترل خود درآورد اگر چه پس از چند سال دانشگاه مجدد محل بحث و گفتگو شد.
محمد ملکی، اولین رئیس دانشگاه تهران پس از وقوع انقلاب ایران و از فعالان سیاسی-اجتماعی در کانادا ناآگاهی تاریخی را علت اصلی آنچه او «انقلاب یا کودتای فرهنگی» خواند، می‌داند.
در نقطه مقابل دیدگاه رسمی موجود در جمهوری‌اسلامی‌ایران برداشتی متفاوت ارائه می‌نماید. سید علی خامنه‌ای، رهبر جمهوری اسلامی‌ایران، در ۱۴ آذر سال ۱۳۷۵ چنین می‌گوید: «شورای عالی انقلاب فرهنگی که با تدبیر حکیمانه امام راحل عظیم الشان به جای ستاد انقلاب فرهنگی پدید آمد، نقش فعال و مؤثری را در عرصه‌های امور فرهنگی کشور به خصوص دانشگاه‌ها ایفا کرد و برکات زیادی از خود به جای گذارد. اکنون با پیشرفت کشور در کار سازندگی و گسترش دامنه نیاز به دانش و تخصص و لزوم فراگیری علوم و فنون و پرورش محققان و نوآوران و استادان و متخصصان کارآمد، اهمیت این بخش از مسایل فرهنگی تأکید مضاعف یافته است. توسعه دانشگاه‌ها و پژوهشگاه‌ها و دیگر مراکز آموزش و آموزش عالی که پاسخ طبیعی به آن نیاز است و افزایش چشمگیر کمیت دانشجویی، به نوبه خود تکالیف تازه‌ای را بر عهده مسؤولان امور فرهنگی کشور می‌گذارد که برتر از همه آن‌ها اولاً کیفیت بخشیدن به مایه‌های علم و تحقیق در این مراکز و ثانیاً پرداختن به تربیت معنوی دانشجویان و هدایت فکر و عمل آنان است».
عبدالمجید معادیخواه، وزیر فرهنگ و ارشاد اسلامی جمهوری اسلامی ایران در دورهٔ دولت اول میرحسین موسوی (در سال‌های ۱۳۶۱–۱۳۶۰)، آنچه انقلاب فرهنگی خوانده می‌شود را شایستهٔ این عنوان نمی‌داند و از انقلاب فرهنگی با عنوان «از سر راه برداشتن یک مزاحم» یاد می‌کند. وی در مصاحبه‌ای در این باره گفته: «اینکه چرا عنوان انقلاب فرهنگی مطرح شد و چه کسی آن را مطرح کرد من نمی‌دانم، چون این کار انقلاب فرهنگی نیست ما می‌توانستیم انقلاب فرهنگی داشته باشیم اما انقلاب فرهنگی ما با انقلاب فرهنگی چین خیلی فرق می‌کند. ما اگر می‌خواستیم انقلاب فرهنگی کنیم فرضاً باید ارزش‌هایی مثل «لا طاعة لمخلوق فی معصیة الخالق؛ اطاعت مخلوق در معصیت خالق روا نیست» را بتوانیم نهادینه کنیم. این منطق انقلاب اسلامی و اسلام است که هیچ‌کس حق ندارد دستوری بدهد که با دستور خداوند منافات داشته باشد یعنی هیچ زمینه‌ای برای دیکتاتوری در جامعهٔ ما نباشد، اگر این کار را می‌کردیم آن وقت انقلاب فرهنگی داشتیم.» او همچنین در همان مصاحبه می‌گوید: «اینکه مزاحم و مانعی را از سر راه برداریم اسمش انقلاب فرهنگی نیست اینکه با زور یک عده‌ای را که با روش کلی جامعه و مردم هماهنگ نیستند کنار بزنند که اسمش فرهنگ نیست. آن موقع من هم در همین اردوگاهی که گفتمان انقلاب فرهنگی در آن شکل گرفت بودم و راضی هم بودیم، همکاری هم کردیم و بخشی از آن گفتمان هم بحث تعهد و تخصص بود اما فرصتی نبود که مثلاً بپرسیم این شعار از کجا آمد و چه کسی آن را بر سر زبان‌ها انداخت، الان هم نمی‌دانیم؟ ولی در هر صورت آن چیزی که به عنوان انقلاب فرهنگی شکل گرفت، آمیزه‌ای است از واقعیت‌های انقلاب و کاستی‌هایی که به دلیل شرایط خاص در آن بوده و این شرایط به کارهایی که در مجموع زیان‌بار بود؛ مشروعیت داد و همه پیامدهایش ستایش‌برانگیز نیست.» معادیخواه دانشگاه‌ها را در آستانهٔ انقلاب فرهنگی «سنگری برای مجموعه‌هایی که نمی‌خواستند با حرکت مردمی انقلاب همسو شوند» می‌خواند و از مقابله با آنان دفاع می‌کند، اما در عین حال پیامدهایی منفی نظیر سوءاستفاده از انقلاب فرهنگی و فرصت‌طلبی برای رقابت‌های شخصی و تسویه حساب‌های فردی برای کنار زدن رقیب در جریان انقلاب فرهنگی را نیز مطرح کرده و می‌پذیرد. معادیخواه قائل به شباهت بین نوع ادبیات اصطلاح «انقلاب فرهنگی» و ادبیات اصطلاحی مارکسیسم است. او دربارهٔ این شباهت می‌گوید: «حالا این دیوار [بین جامعهٔ انقلابی خارج از دانشگاه و جریان‌های مخالف درون دانشگاه‌ها] باید به گونه‌ای فرو می‌ریخت و نمی‌شد تا آخر ملاحظه‌کاری کرد و در این بین یک عده‌ای شعار انقلاب فرهنگی را به دهان‌ها انداختند که من نمی‌دانم چه کسانی بودند اما به ادبیات حزب توده شبیه است چون عملاً گفتمان مارکسیستی است. واقعیت این است که موج مارکسیستی موج قوی در جهان بود و ما هم تا حدی گفتمان مارکسیستی را قبول کرده بودیم؛ اصطلاح‌های آن‌ها را به کار می‌بردیم. بدون اینکه دقت کنیم که این چه هست و برداشتی از آن داشتیم متفاوت با آنچه که در گفتمان خودش هست.»

## شورای عالی انقلاب فرهنگی
شورای عالی انقلاب فرهنگی در ابتدا با نام «ستاد انقلاب فرهنگی» شروع به کار کرد. در سال ۱۳۶۰ ریاست این شورا را سید علی خامنه‌ای بر عهده گرفت. و در اولین جلسهٔ «شورای عالی انقلاب فرهنگی» ریاست او تصویب شد. این ستاد بعدها با تصویب لایحه‌ای که دولت وقت به مجلس شورای اسلامی ارائه کرده بود و با فرمان آیت‌الله خمینی در تاریخ ۱۹ آذر ۱۳۶۳ به شورای عالی انقلاب فرهنگی مبدل گردید.

برخی از اعضای اولین ستاد انقلاب فرهنگی از راست به چپ:حسن حبیبی، محمدجواد باهنر، عبدالکریم سروش و مهدی ربانی املشی

اعضای اولیه ستاد انقلاب فرهنگی عبارت بودند از: علی شریعتمداری، محمدجواد باهنر، مهدی ربانی املشی، حسن حبیبی، عبدالکریم سروش، شمس آل احمد، جلال‌الدین فارسی..
ترکیب هفت نفره شورای انقلاب فرهنگی در سال‌های ۱۳۶۲، ۱۳۶۳، ۱۳۷۵ ترمیم گردید و تعداد اعضای آن افزایش یافت. در سال ۱۳۷۶ محمد خاتمی به عنوان یکی از اعضای این شورا تعیین شد و به عنوان رئیس‌جمهور ریاست این شورا را به عهده گرفت. محمود احمدی‌نژاد در سال ۸۴ جانشین خاتمی گردید و به ریاست این شورا انتخاب شد. در تمام این سال‌ها رهبر وقت ایران نظارت عالی بر این شورا را بر عهده داشته است. از زمان تأسیس این نهاد وظیفه سیاست‌گذاری کلان مملکت در امور آموزشی و فرهنگی را بر عهده داشته است.
شورای انقلاب فرهنگی دارای تعداد اعضای متغیری بوده که هر پنج یا چهار سال یک‌بار تغییر پيدا می‌کنند. تعیین اعضای این شورا توسط رهبری صورت می‌گیرد و بنابر صلاحدید رهبر جمهوری‌اسلامی ایران، تعداد اعضای این شورا گاه کاهش یا افزایش می‌یابد. جدول زیر تعداد و عناوین اعضای این شورا تا فروردین ۱۴۰۴ را که ۲۹ عضو حقیقی و حقوقی هستند، شامل می‌شود:
| ر                                        | نام                                 |              |
| رؤسای سه قوه                             | رؤسای سه قوه                        | رؤسای سه قوه |
| ---------------------------------------- | ----------------------------------- | ------------ |
| ۱                                        | مسعود پزشکیان (رئیس)                |              |
| ۲                                        | محمدباقر قالیباف (نایب‌رئیس اول)     |              |
| ۳                                        | غلامحسین محسنی اژه‌ای (نایب‌رئیس دوم) |              |
| وزیر فرهنگ و ارشاد اسلامی                |                                     |              |
| ۴                                        | سید عباس صالحی                      |              |
| وزیر علوم، تحقیقات و فناوری              |                                     |              |
| ۵                                        | حسین سیمایی صراف                    |              |
| وزیر آموزش و پرورش                       |                                     |              |
| ۶                                        | علیرضا کاظمی                        |              |
| معاون امور زنان و خانواده رئیس‌جمهور      |                                     |              |
| ۷                                        | زهرا بهروزآذر                       |              |
| رئیس سازمان صداوسیما                     |                                     |              |
| ۸                                        | پیمان جبلی                          |              |
| رئیس سازمان تبلیغات اسلامی               |                                     |              |
| ۹                                        | محمد قمی                            |              |
| رئیس شورای فرهنگی اجتماعی زنان و خانواده |                                     |              |
| ۱۰                                       | فهیمه فرهمندپور                     |              |

| ر  | نام                            |
| -- | ------------------------------ |
| ۱  | سید سعیدرضا عاملی              |
| ۲  | علیرضا اعرافی                  |
| ۳  | ایمان افتخاری                  |
| ۴  | امیرحسین بانکی پورفرد          |
| ۵  | حمید پارسانیا                  |
| ۶  | عادل پیغامی                    |
| ۷  | غلامعلی حداد عادل              |
| ۸  | حسن رحیم‌پور ازغدی              |
| ۹  | علی‌اکبر رشاد                   |
| ۱۰ | محمدحسین ساعی                  |
| ۱۱ | ابراهیم سوزنچی کاشانی          |
| ۱۲ | منصور کبگانیان                 |
| ۱۳ | علی لاریجانی                   |
| ۱۴ | محمود محمدی عراقی              |
| ۱۵ | محمدرضا مخبر                   |
| ۱۶ | سید مرتضی میرباقری             |
| ۱۷ | صادق واعظ‌زاده                  |
| ۱۸ | احمد واعظی                     |
| ۱۹ | عبدالحسین خسروپناه (دبیر شورا) |

### جایگاه قانونی
میرحسین موسوی، نخست‌وزیر ایران، در ۳۱ مرداد ۱۳۶۱ در پرسشی از شورای نگهبان در مورد وضعیت قانونی این نهاد سؤالاتی را مطرح کرده بود و شورای نگهبان در پاسخ کسب تکلیف را تا زمان تصویب قانونی دربارهٔ طرز تشکیل و وظایف ستاد در مجلس شورای اسلامی به رهبر ارجاع داده بود. البته قانون اساسی در اصل ۱۱۰ که وظایف و اختیارات رهبر را برمی‌شمارد، هیچ اشاره‌ای به امکان ایجاد یک ارگان قانون‌گذاری از سوی رهبر نکرده است.

## اصطلاح انقلاب فرهنگی دوم
به دنبال اخراج چند تن از استادان دانشگاه، انتصاباتی جدید و پاره‌ای محدودیت‌ها در دانشگاه، در دوره اول ریاست جمهوری محمود احمدی‌نژاد، منتقدان دولت نگرانی‌هایی در مورد شروع «انقلاب فرهنگی دوم» اظهار نمودند. هم‌زمان مدیرکل امور فرهنگی وزارت علوم، ضمن تأکید بر اینکه بحث انقلاب فرهنگی دوم از ناحیه وزارت علوم مطرح نشده است، اضافه کرد؛ «به نظرم مقصود از طرح انقلاب فرهنگی دوم شالوده‌شکنی و درنَوَردیدن اساس‌ها و بنیادها نیست بلکه طرح این بحث تلاش برای جدا شدن از فرهنگ و وضع موجود و رسیدن به فرهنگ و وضع مطلوب است.» در نقطه مقابل روزنامهٔ ایران، روزنامهٔ وابسته به دولت در زمان هر یک از دولت‌ها و در نتیجه وابسته به دولت محمود احمدی‌نژاد در آن زمان، اظهار نظر منتقدان دولت در مورد شروع انقلاب فرهنگی را هیاهوی تبلیغاتی خواند.

## کشتگان و زخمیان در پی انقلاب فرهنگی
در پی انقلاب فرهنگی، سه تن از دانشجویان کشته شدند و صدها تن نیز زخمی گشتند.